# Морозовка (Тюменская область)
Морозовка — деревня в Нижнетавдинском районе Тюменской области России. Входит в состав Миясского сельского поселения.
В 1919—1959 годах административный центр Морозовского сельсовета. На 01.01.2024 год по данным похозяйственного учёта значится: хозяйств — 6, зарегистрированных жителей — 20.

## География
Деревня находится на западе Тюменской области, в пределах юго-западной части Западно-Сибирской низменности, в зоне подтайги, на расстоянии примерно 21 километра (по прямой) к северо-западу от села Нижняя Тавда, административного центра района.
Деревня состоит из двух пересекающихся улиц: Лесная и Юбилейная.
Абсолютная высота — 53 метра над уровнем моря.

### Климат
Климат резко континентальный с холодной продолжительной зимой и коротким тёплым летом. Средняя температура воздуха самого холодного месяца (января) — −18,6 °C (абсолютный минимум — −53 °C); самого тёплого месяца (июля) — 17,6 °C (абсолютный максимум — 38 °С). Безморозный период длится в среднем 111 дней. Среднегодовое количество атмосферных осадков составляет 300—400 мм, из которых 70 % выпадает в тёплый период. Продолжительность залегания снежного покрова составляет в среднем 156 дней.

## История
Основана в 1915 году.
В декабре 1919 года деревня становится центром Морозовского сельсовета.
Около 20 жителей деревни погибли на фронтах Великой Отечественной.
23 апреля 1959 г. Морозовский сельсовет был упразднён, деревня вошла в состав Миясского сельсовета.
В ходе ликвидации «неперспективных деревень», проводимой в СССР в 1960-х — 1970-х годах в Морозовку сселяли жителей деревень Левино, Плюшкино и Полуденнокедровка.
Пик развития пришелся на 1970—1980-е годы: проживало в 63 дворах более 220 человек, работали клуб и библиотека (заведующая Ю. А. Шаламова).

## Население
| 2010 |
| ---- |
| 18   |

### Половой состав
По данным Всероссийской переписи населения 2010 года в половой структуре населения мужчины составляли 61,1 %, женщины — соответственно 38,9 %.

### Национальный состав
Согласно результатам переписи 2002 года, в национальной структуре населения русские составляли 91 % из 44 чел.

## Инфраструктура
Личное подсобное хозяйство с зоной сельскохозяйственного использования, индивидуальная застройка усадебного типа.
В 1926 году на 42 дворах проживало 196 человек, в 2010 — в 15 хозяйствах 39 жителей, на начало 2024 года оставалось 6 хозяйств и 20 жителей.
В советское время действовало коллективное хозяйство. 29 ноября 1934 г. создан колхоз им. 7-го съезда Советов, с 1949 г. — им. Фрунзе, при укрупнении в 1951 г. влившийся в колхоз «Путь к коммунизму» Морозовского сельсовета, который в 1959 г. в свою очередь вошел в колхоз им. Сталина Миясского сельсовета. Затем Морозовское звено совхоза «Миясский», где работали механизаторы Н. Я. Шаламов, В. П. Залепуга, А. Ф. Девятков, заведующая фермой Н. М. Чугункова, доярка А. И. Девяткова и многие др..
В недавнее время работали: начальная школа, библиотека, клуб.

## Транспорт
Автобусное сообщение с райцентром. Остановка общественного транспорта «Морозовка».